# Dinosauroide

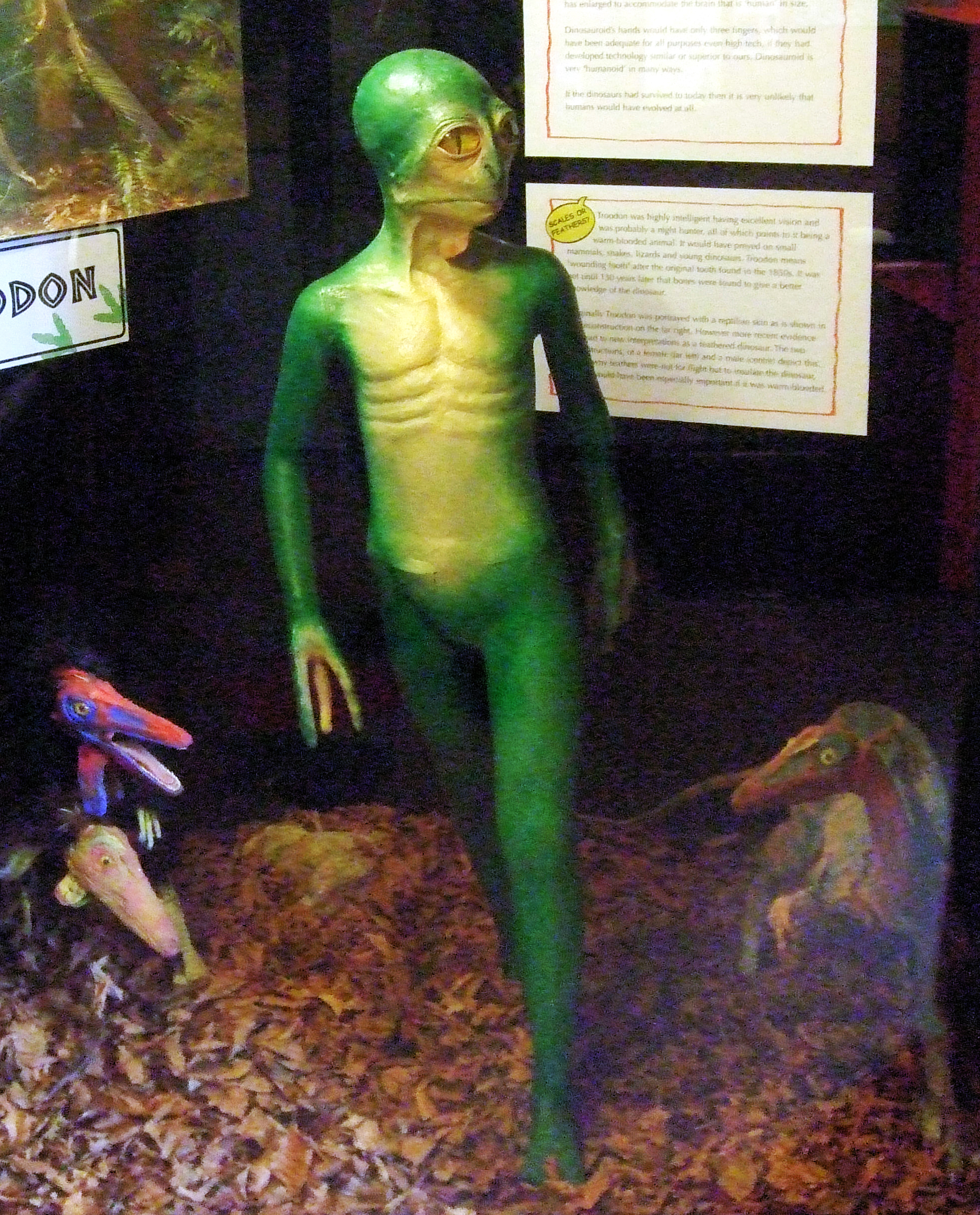
Dinosauroide propuesto por Dale Russell y R

Dinosauroide es el término científico que se utiliza para referirse a una hipótesis propuesta por varios científicos, basándose en una pseudopredicción evolutiva de dinosaurios trodóntidos de no haberse extinguido. Esta suposición corresponde a la adaptación progresiva de los dinosaurios hacia una forma antropomorfa, una forma similar a la de un reptiloide.

## Los trodóntidos
Los trodóntidos o saurornitóididos son dinosaurios manirraptores, con grandes ojos y el cerebro más grande de estos reptiles del Mesozoico, comparándolo con su tamaño corporal. Emparentados con los dromeosáuridos, los saurornitóididos se diferencian de estos en su tamaño cada vez menor, sus dientes con sierra sólo hacia el interior de la boca, y su poco desarrollada garra falciforme. Se maneja también, aunque muy veladamente, la posibilidad de que estuviesen cubiertos por plumas, dada su relación con criaturas como el  Velociraptor , con presencia de estos filamentos bien documentada.
Los principales representantes de este grupo dinosauriano son el  Saurornithoides mismo y el  Stenonychosaurus , antiguamente llamado  Troodon .

## La hipótesis de Russell y Séguin
En 1982, los científicos Dale Russell y R. Séguin publicaron un artículo en el que detallaban la reconstrucción completa del  Stenonychosaurus (una especie ahora asignada al género  Troodon), basada en un esqueleto incompleto descubierto en Alberta en 1967.
Conjuntamente con el estudio del Troodon, los investigadores se dieron a la tarea de imaginar una posible evolución del animal, de no haberse extinguido. La idea partía de una base muy interesante, ya que el Troodon es uno de los dinosaurios más inteligentes de su época, dado que poseía un cerebro muy grande en comparación con su tamaño corporal.
Dado que estos pequeños dinosaurios eran cazadores ligeros y activos de presas pequeñas como lagartijas y mamíferos primitivos, con una vista estereoscópica y capaces de depredar en horas de poca luz, las características del llamado "dinosauroide" se fijaron tomando las del Troodon y llevándolas a largo plazo. Así, el dinosauroide sería un dinosaurio de gran capacidad intelectual, que compensaría su menor velocidad con la fabricación de herramientas sencillas y el desarrollo de tácticas que le permitirían huir de sus predadores y atacar a sus presas de una forma más eficiente.

## Características físicas del dinosauroide
Al reconstruir al Troodon, Russell y Séguin notaron su gran cerebro. Por ello, plantearon como base de su hipótesis que el dinosaurio hubiese evolucionado hasta desarrollar un cerebro más grande. Siendo así, el dinosauroide adquiriría la postura erecta y acortaría el cuello, para soportar mejor el peso. 
Al erguirse, el antiguo Troodon ya no necesitaría la cola para equilibrarse y la perdería. Para soportar la nueva posición, el tobillo bajaría, y el pie se volvería más largo y plano, perdiendo agilidad y rapidez, y tal vez la presencia de la garra falciforme de trodóntidos y dromeosáuridos.
A estas hipótesis publicadas en 1982 se añaden otras, producto de las nuevas investigaciones. Dada la estrecha relación del Troodon con dinosaurios emplumados como el velociraptor y sus parientes, hubiera sido probable que el dinosauroide presentara plumaje, aunque tal vez diferente al de las aves actuales, y más cercano al que se conoce, por ejemplo, de fósiles de beipiaosaurus, un pariente de los raptores.
Dado el gran tamaño de su cerebro, la capacidad intelectual del dinosauroide le habría permitido, quizá, habilidades cognitivas como la fabricación de herramientas y la estructuración de un lenguaje.

## El dinosauroide en la cultura popular
Separando al dinosauroide "científico" de Russell y Séguin de otros reptiloides presentes tanto en mitología, como el la literatura, el conspiracionismo y otras tendencias actuales, tenemos que su participación e impacto en la cultura humana ha sido casi exclusivamente para con los científicos, especialmente los paleozoólogos.
Sin embargo, este interesante "pseudoanimal" se ha dejado ver, por ejemplo, en la adaptación televisiva de "Viaje al centro de la Tierra", de Julio Verne, realizada por Hallmark Channel. En ella, los Sauroides (seres humanoides de aspecto similar al de un dinosaurio), como son llamados, son rivales de los humanos del centro terrestre, menos evolucionados culturalmente. Los sauroides poseen una mente precientífica que los lleva a tomar prisioneros para experimentar con ellos, en áreas como hibridación y taxidermia.         
En la serie de ciencia ficción Star Trek: Voyager la tripulación descubre que una especie reptiloide, los Voth, habitantes del otro extremo de la Galaxia, son descendientes de los dinosaurios de la Tierra quienes, desarrollaron inteligencia y viajaron por el espacio escapando del cataclismo.
En la saga de ciencia ficción militar Space Map, la especie de los Broctons son seres reptiloides bípedos, cuyo aspecto está fuertemente basado en el dinosaurioide.
En un episodio de un documental de Discovery Channel llamado Mundo Paleolítico nos muestra la teoría del dinosauroide ideada por Russell.
En la serie animada Dinosaucers (o Dinoplativolos como se conoció en Latinoamérica) se narra las aventuras de cuatro adolescentes que conocen y unen fuerzas con los "dinoplativolos", un equipo de dinosaurios extraterrestres, para combatir otro grupo de dinosaurios humanoides; los malvados "tiranos" quienes buscan conquistar la Tierra.
En la serie de comedia familiar Dinosaurios ambientada en Pangea alrededor del 66 millones a.c aparecen dinosaurios de aspecto antropomórfico y viviendo como vivían los humanos en los años 90.    
En la serie de Las Tortugas Ninja de 2003 unos extraterrestres parecidos a Triceratops son enemigos de extraterrestres parecidos a Raptores pero sin plumas.
En un episodio de la serie de televisión infantil Dino Dana nos habla de esta teoría con la protagonista asumiendo de forma imaginaria el papel de "dinosauroide".